# Radiometria
Em óptica, radiometria é um conjunto de técnicas de medição de radiação eletromagnética, incluindo luz visível. Técnicas radiométricas caracterizam a distribuição da potência da radiação no espaço, ao contrário das técnicas fotométricas, que caracterizam a interação da luz com o olho humano. A radiometria é distinta das técnicas de óptica quântica tais como contagem de fótons.
A radiometria é importante na astronomia, especialmente na radioastronomia, e tem um papel significante na observação remota da Terra. As técnicas de medição categorizadas como radiometria em óptica são chamadas fotometria em algumas aplicações astronômicas, contrariando o uso do termo em óptica.
Espectroradiometria é a medida de quantidades radiométricas absolutas em bandas estreitas de comprimento de onda.